# Penns Grove
Penns Grove è una cittadina degli Stati Uniti, ubicata nello Stato del New Jersey.
Penns Grove è situata nel sud dello Stato. Comunicazioni e trasporti sono maggiori con la valle del Delaware e Filadelfia.
A Penns Grove si trova l'azienda E.I. Du Pont de Nemours and Company.

## Storia
Molti italiani da Valle San Giovanni in Abruzzo sono emigrati a Penns Grove.

## Geografia fisica

### Territorio
Penns Grove confina con la cittadina di Pennsville ed il fiume Delaware.

### Clima
Penns Grove gode di un clima temperato umido continentale con alcuni influssi marittimi dovute alla vicinanza dell'Oceano Atlantico. Le quattro stagioni hanno all'incirca la stessa lunghezza, con precipitazioni distribuite in modo omogeneo lungo il corso dell'anno.

## Curiosità
Penns Grove fu scelta come una delle peggiori cittadine degli Stati Uniti dall'autore Maurice Crow nel suo libro "The Worst Towns in the U.S.A."